# Карпінський Юрій Олександрович
Ю́рій Олекса́ндрович Карпі́нський (нар. 17 грудня 1948, Київ) — вчений у галузі геодезії та геоінформатики, доктор технічних наук (2003), професор (2004).

## Життєпис
Народився 17 грудня 1948 року в м. Києві.
У 1973 році закінчив Київський інженерно-будівельний інститут за фахом «інженерна геодезія».
У лютому 1989 року у Ленінградському гірничому інституті ім. Г. В. Плеханова захистив дисертацію на здобуття наукового ступеня кандидата технічних наук на тему «Комплексна автоматизація обробки геодезичних мереж на основі застосування банку даних і методу скінченних елементів», а в липні 2003 року в Київському національному університеті будівництва та архітектури — докторську дисертацію на тему «Скінченноелементні моделі геодезичних вимірів».
У жовтні 2004 року йому надали вчене звання професора.
Трудову діяльність почав інженером-геодезистом в Українському державному інституті інженерно-технічних розвідувань. З 1983 року по 1994 рік працював старшим науковим співробітником та завідувачем лабораторії у Науково-дослідному інституті автоматизованих систем у будівництві. Був науковим керівником та розробником програмно-методичних комплексів «Інвент-ГРАД», «Топо-ГРАД», призначених для автоматизованої обробки результатів топографо-геодезичних робіт, що виконуються при інвентаризації земель та при інженерно-геодезичних
розвідуваннях об'єктів будівництва. У 1994—1998 роках працював в Українському аерогеодезичному підприємстві. Після його структурної реорганізації в 1998 р. очолив новостворений НДВІ «Геодезкартінформатика», що в 2000 р. було перейменовано в НДІ геодезії та картографії.
Автор понад 100 наукових робіт з питань математичної обробки результатів геодезичних вимірювань, цифрової картографії, баз геопросторових даних, геоінформаційних систем та технологій, стандартизації географічної інформації.
Заступник головного редактора науково-технічного часопису «Вісник геодезії та картографії».
Завідувач кафедри геоінформатики та фотограмметрії Київського національного університету будівництва та архітектури.
Голова Технічного комітету 103 «Географічна інформатика / геоматика» Держспоживстандарту України.
Заступник директора державного підприємства «Науково-дослідний інститут геодезії і картографії» Державної служби України з питань геодезії, картографії та кадастру.

## Основні праці
- Скінченноелементні моделі геодезичних вимірів. Київ, 2001;
- Адміністративно-територіальний устрій України. Проблемні питання та можливі шляхи їх вирішення. Київ, 2003 (співавт.);
- Аналіз наявного стану адміністративно-територіального устрою України. Реформа для людини. Збірник матеріалів про шляхи реалізації адміністративно-територіальної реформи в Україні. Київ: Геопринт, 2005. — с. 57-75;
- Стратегія формування національної інфраструктури геопросторових даних в Україні. Київ, 2006 (співавт.);
- Аналіз міжнародного досвіду створення інфраструктури геопросторових даних. Львів.: Сучасні досягнення геодезичної науки та виробництва. — Збірник наукових праць Західного Геодезичного Товариства. — Видавництво Національного університету «Львівська політехніка», випуск 1(11), 2006. — с. 151—164;
- Топографо-геодезичне та картографічне забезпечення ведення державного земельного кадастру. Ч. 1. Системи координат і картографічні проєкції. Ч. 2. Визначення площ територій. Київ, 2009 (співавт.).
- Адміністративно-територіальний устрій України. Історія. Сучасність. Перспективи /Секретаріат Кабінету Міністрів України. Авт. кол.: Куйбіда В. С., Ткачук А. Ф., Карпінський Ю. О., Ганущак Ю. І. та ін. — К.: [Геопринт], 2009. — 618 с. ISBN 978-966-7863-80-7
- Україна. Адміністративно-територіальний устрій: станом на 1 листопада 2012 р. / Кабінет Міністрів України; [відп. ред. Ю. О. Карпінський; упоряд.: М. О. Трюхан та ін.]. — К.: НДІГК, 2012. — 774, [1] с.: табл. — 1000 прим. — ISBN 978-966-8804-51-9
- Комп'ютерна програма “Геопортал «Адміністративно-територіальний устрій України»” / Ю. О. Карпінський, А. А. Лященко, А. Г. Черін, М. О. Трюхан, Р. В. Осьмак, М. В. Горковчук, Р. О. Зіненко, О. П. Ревенко. Державна служба інтелектуальної власності України. Свідоцтво про реєстрацію авторських прав на твір № 61298. Дата реєстрації 19.08.2015.
 (див. {{АТУ України-2005}})

## Відзнаки та нагороди
- Відзнака Президента України — ювілейна медаль «25 років незалежності України» (2016).[1]